# Kolostromovité

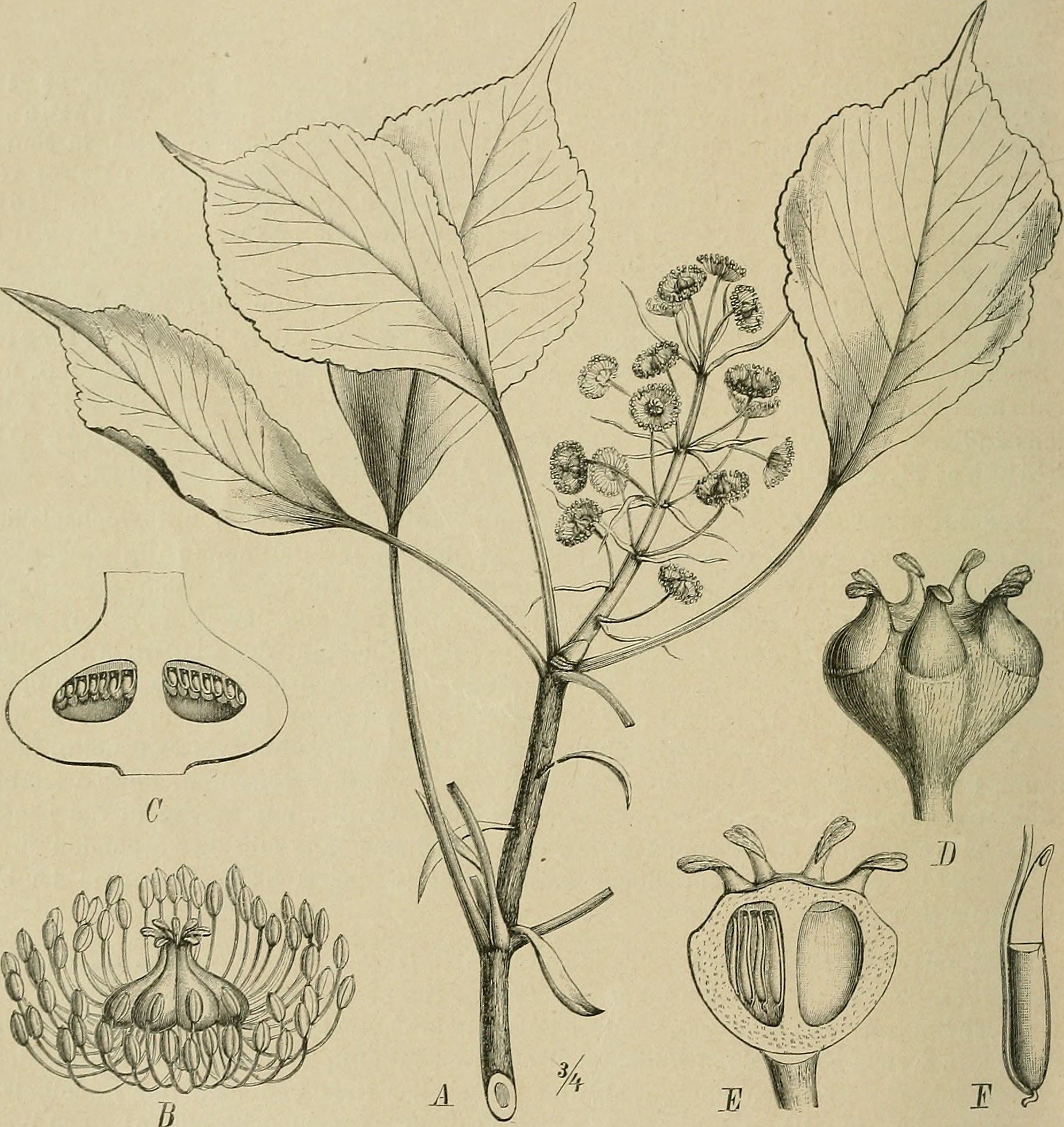
Ilustrace kolostromu aralkovitého z konce 19. století

Kolostromovité (Trochodendraceae) je jediná čeleď řádu kolostromotvaré (Trochodendrales) vyšších dvouděložných rostlin. Zahrnuje pouze 2 druhy, rozšířené ve východní Asii: kolostrom aralkovitý (Trochodendron aralioides) a Tetracentron sinense. Jsou to stromy s jednoduchými listy a bezkorunnými květy. Plodem je souplodí měchýřků. Kolostrom aralkovitý je vzácně pěstován i v českých botanických zahradách.

## Popis
Zástupci čeledi kolostromovité jsou stromy, dorůstající výšky 20 až 40 metrů, řidčeji i keře. Tetracentron sinense je opadavý strom se vstřícnými listy s dlanitou žilnatinou, zatímco kolostrom aralkovitý je stálezelený, listy jsou uspořádané v pseudopřeslenech na koncích větví a mají zpeřenou žilnatinu. Palisty jsou drobné nebo chybějí.
Sekundární dřevo postrádá pravé cévy. Květy jsou žlutavé, oboupohlavné, uspořádané v hroznovitých vrcholících nebo klasech. Koruna chybí, kalich je složen ze čtyř lístků nebo květy zcela bezobalné. Tyčinky volné, v počtu 4 nebo mnoho (až 70). Gyneceum je svrchní nebo polospodní, apokarpní nebo částečně srostlé, složené ze 4 nebo 7 až 11 plodolistů s více vajíčky. Plodem je souplodí srostlých měchýřků, někdy označovaný též jako tobolka.

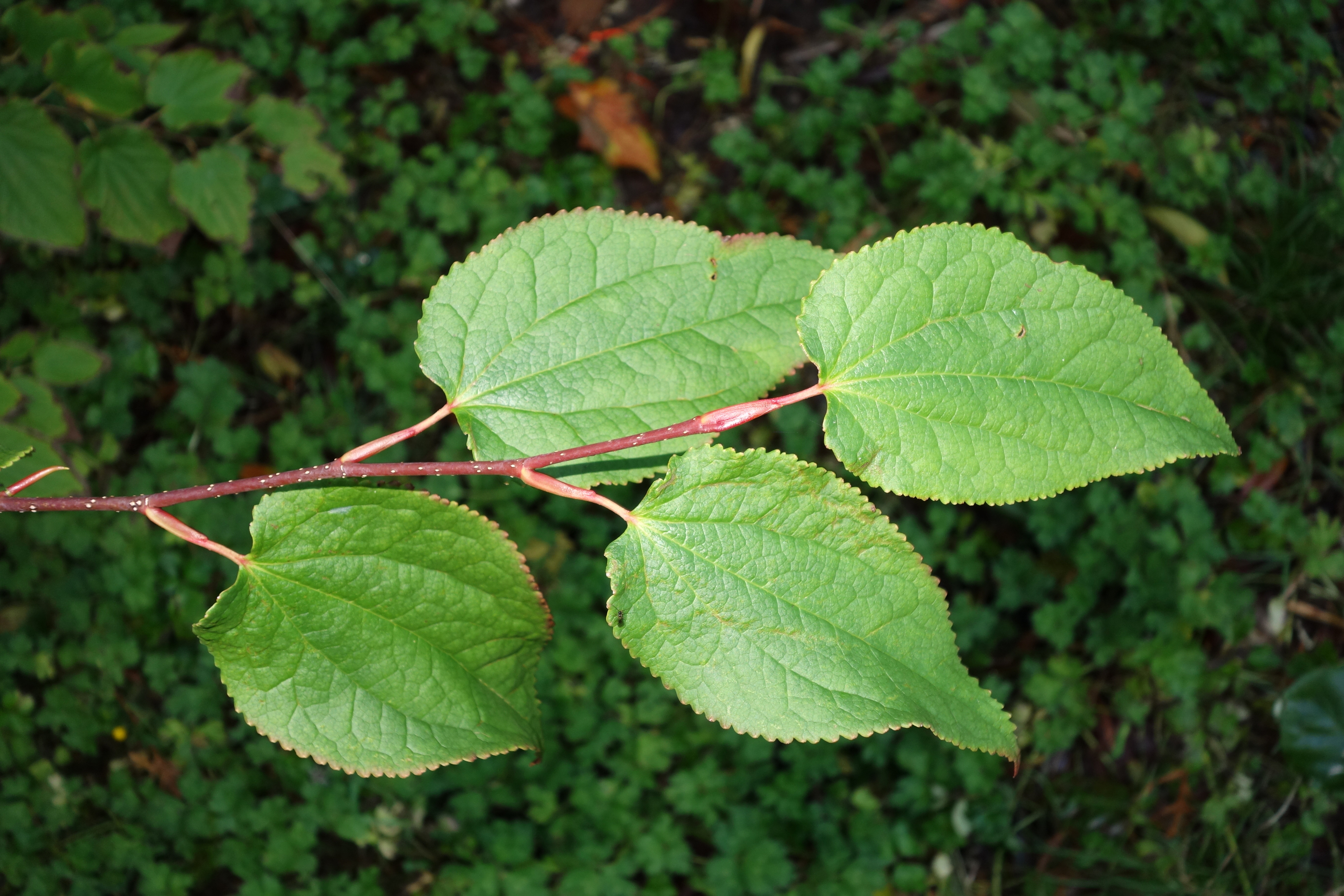
Větévka Tetracentron sinense
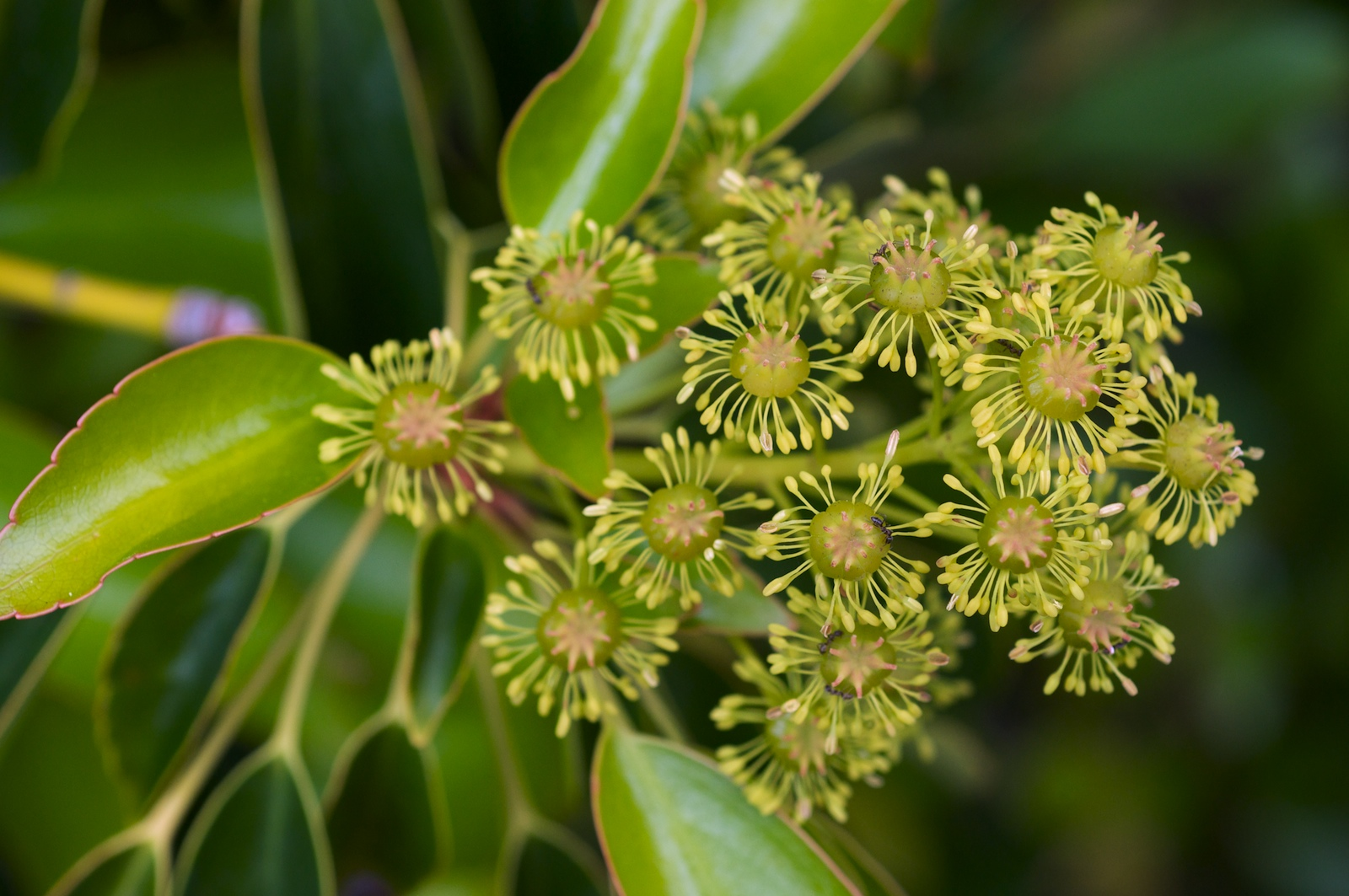
Květenství kolostromu aralkovitého
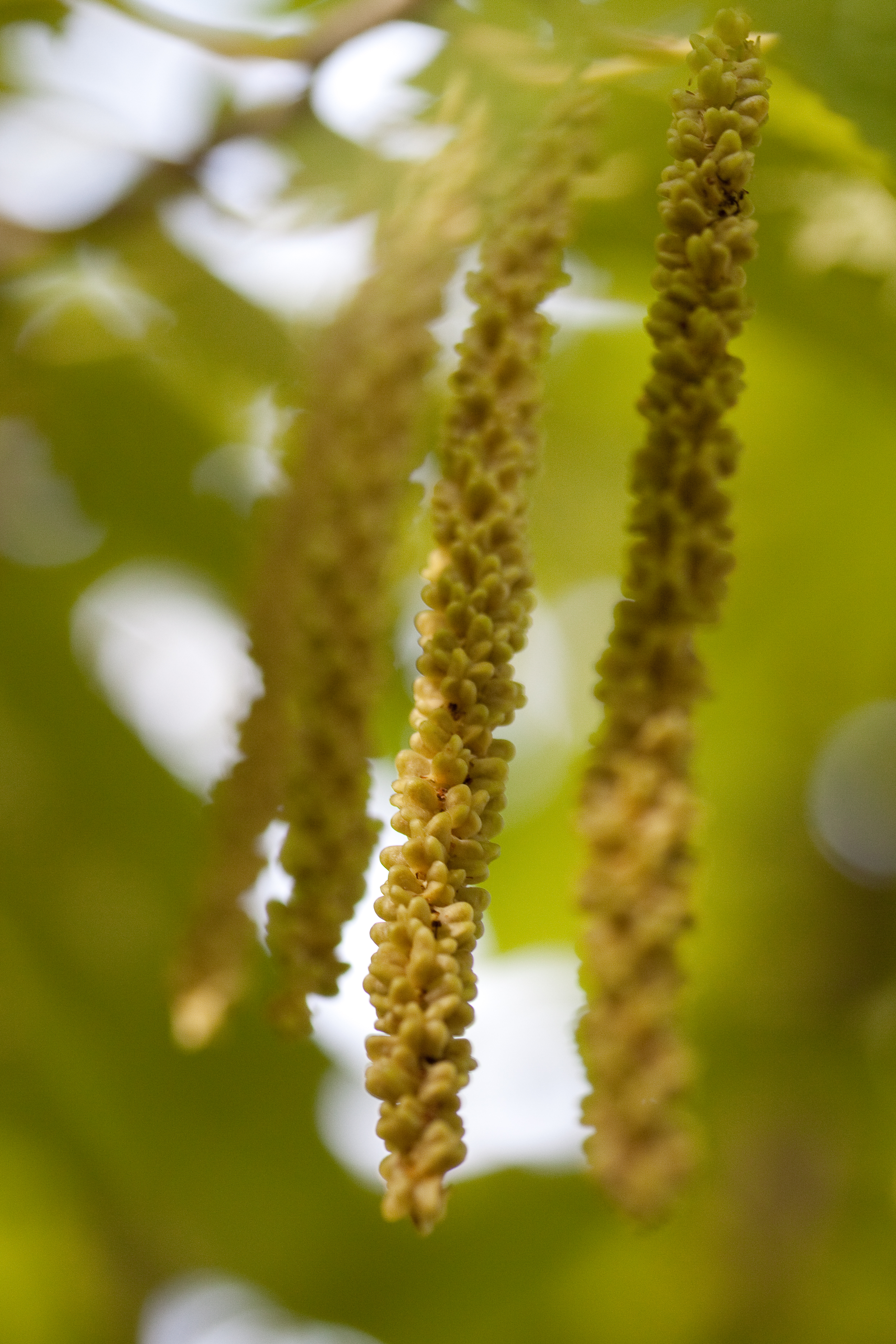
Květenství Tetracentron sinense
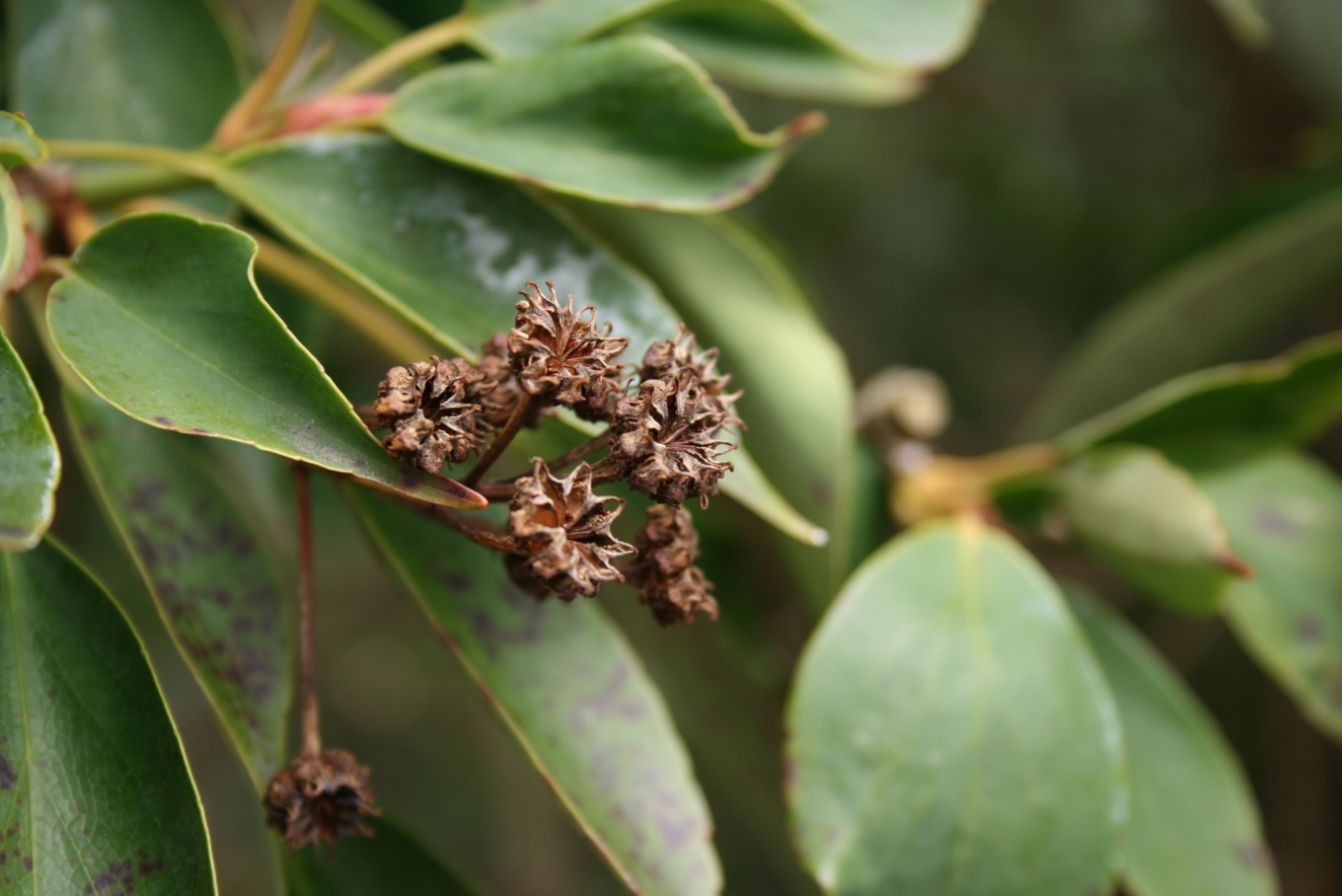
Plody kolostromu aralkovitého

## Rozšíření
Čeleď zahrnuje dva monotypické rody, oba druhy se vyskytují ve východní Asii. Tetracentron sinense je rozšířen v Číně, severovýchodní Indii, Bhútánu, východním Nepálu, severním Myanmaru a Vietnamu. Roste podél vodních toků a na lesních okrajích v širokolistých stálezelených a smíšených poloopadavých lesích v nadmořských výškách od 1100 do 3500 metrů.
Kolostrom aralkovitý se vyskytuje jako složka stálezelených širokolistých lesů v jižním Japonsku, Jižní Koreji a na Tchaj-wanu. Roste v nadmořských výškách od 300 do 2700 metrů.

## Ekologické interakce
Bezkorunné květy kolostromovitých jsou opylovány hmyzem. Byli na nich pozorování motýli, mouchy a včely. Drobounká semena jsou šířena větrem.

## Prehistorie

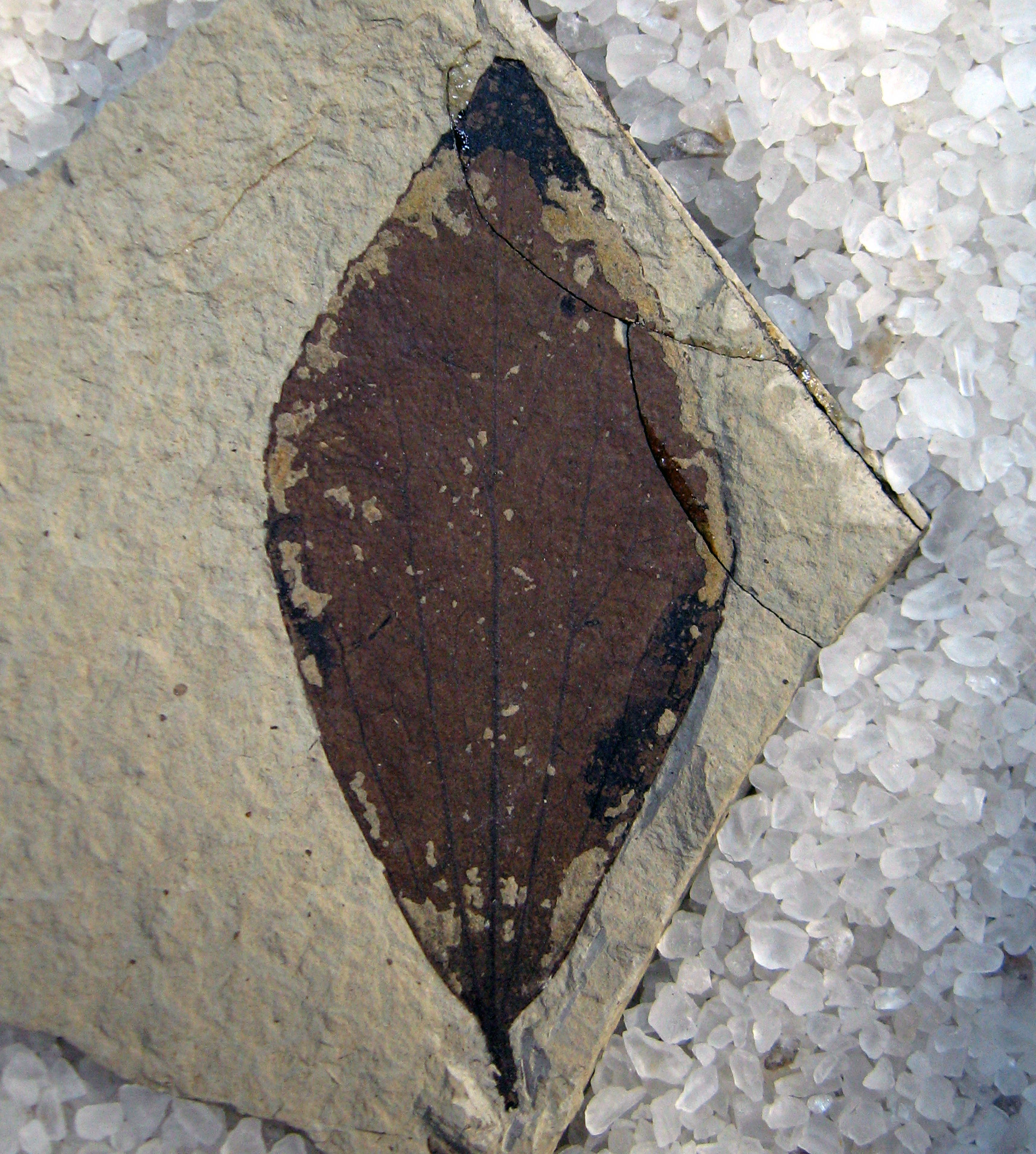
Fosílie †Trochodendron nastae

Recentní kolostromovité jsou svým výskytem omezeny na východní Asii, v prehistorických dobách však měly podstatně větší rozšíření. Nejstarší známí předci této skupiny pocházejí z období křídy a byli popsáni ze západu Severní Ameriky pod jménem †Nordenskioeldia. Fosílie tohoto rodu paleocenního stáří byly nalezeny v Číně.
Rod Tetracentron je znám z miocénu (†Tetracentron japanoxylum z Japonska), Trochodendron z eocénu (†Trochodendron hopkinsii z Britské Kolumbie). Ve čtvrtohorách se zástupci rodů Trochodendron a Tetracentron široce rozšířili po severní polokouli.

## Taxonomie
Řád Trochodendrales představuje samostatnou a vývojově dosti starou větev vyšších dvouděložných rostlin. Nejbližší větve jsou řády Proteales a Buxales.
V některých dřívějších taxonomických systémech (např. Cronquist) byly oba rody řazeny do samostatných čeledí Tetracentraceae a Trochodendraceae. Společným znakem obou zástupců je absence pravých cév v sekundárním dřevě. Tento jev je mezi vyššími dvouděložnými rostlinami ojedinělý.

## Zástupci
- kolostrom aralkovitý (Trochodendron aralioides)

## Význam

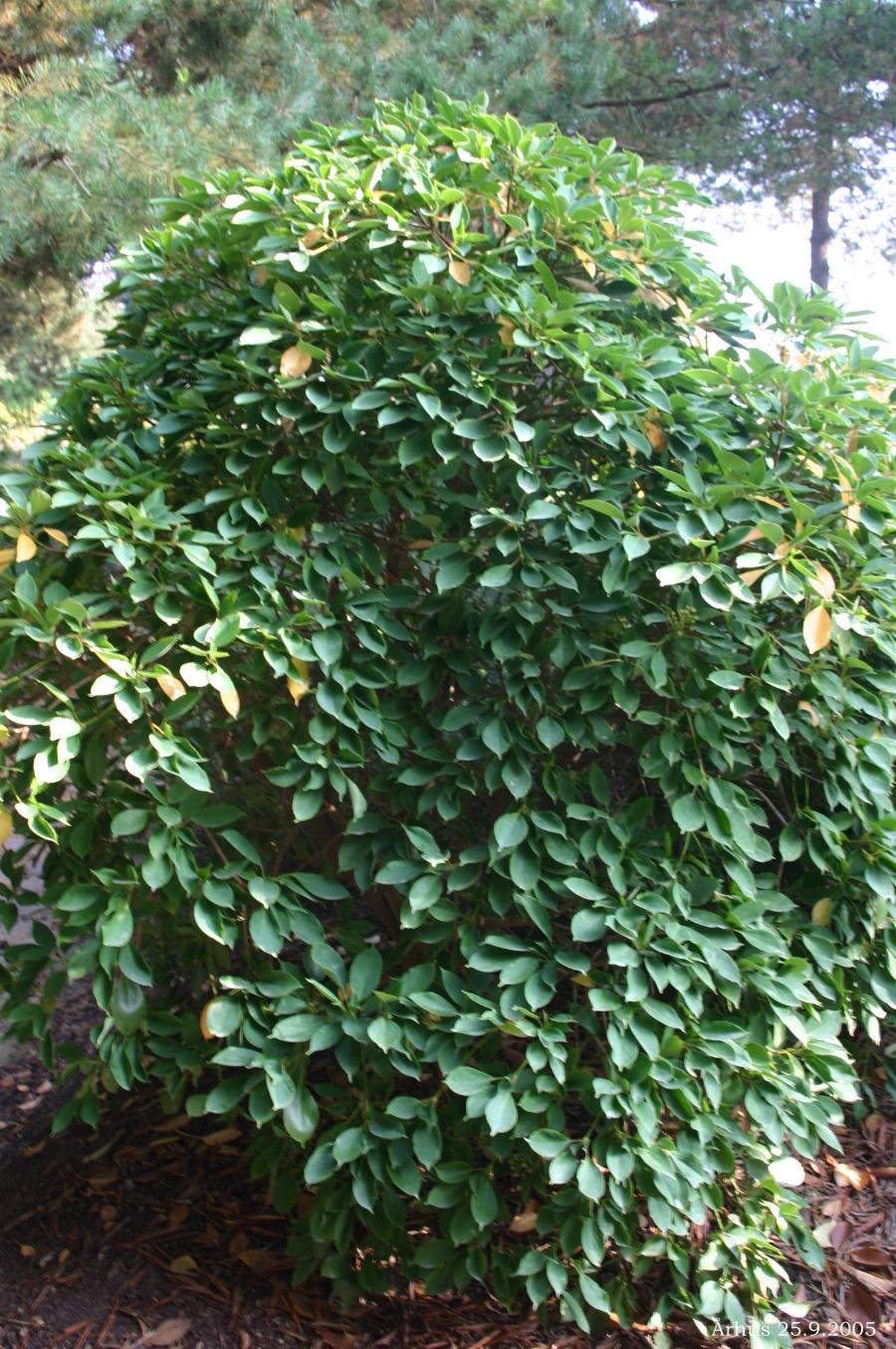
Kolostrom aralkovitý v botanické zahradě v Dánsku

Druh Kolostrom aralkovitý je vzácně pěstován v botanických zahradách jako botanická zajímavost. Je vysazen v severním areálu Pražské botanické zahrady v Tróji.

## Přehled rodů
Tetracentron, Trochodendron